# 消防音楽隊
消防音楽隊（しょうぼうおんがくたい）とは、音楽の演奏を通じて市民と消防との融和をはかり、消防活動の広報にあたるための消防吏員（消防官）等によって編成されている部隊のこと。

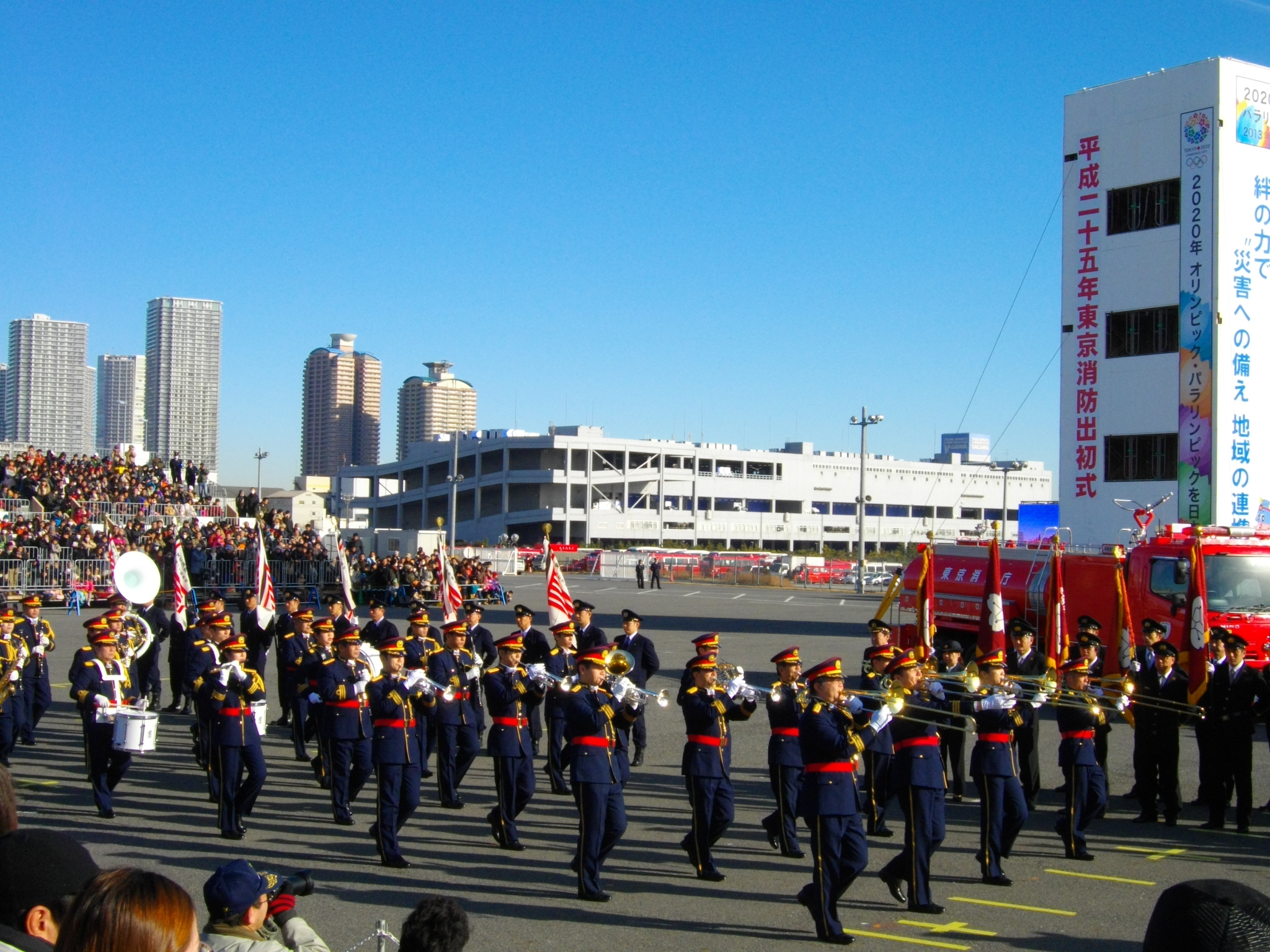
出初式に参加した東京消防庁音楽隊

## 概要

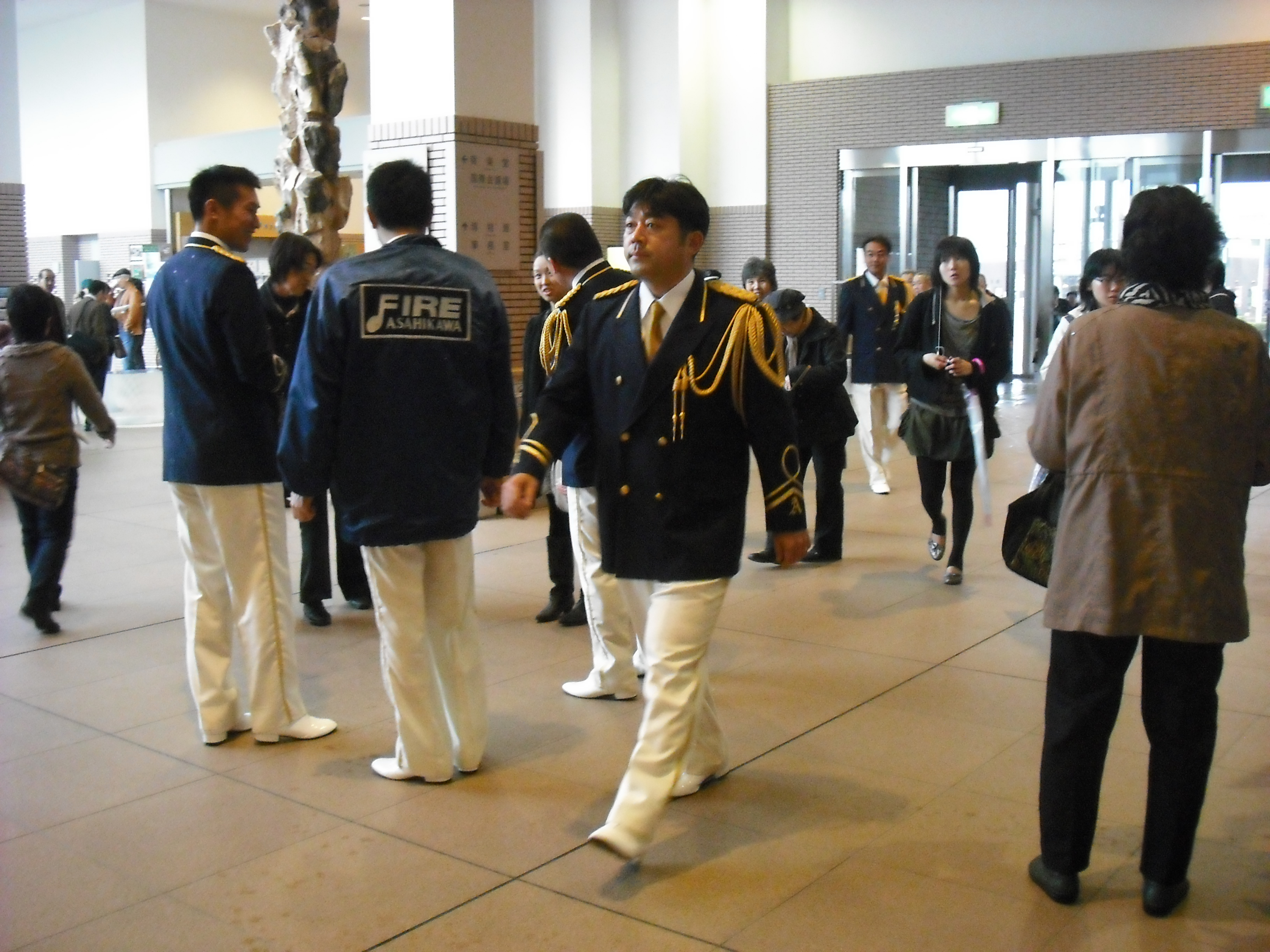
旭川市消防本部音楽隊員

消防音楽隊のうち音楽活動を専門とする専務隊は、東京消防庁や政令指定都市に置かれている。残りの消防本部の音楽隊（約150隊）は消防の通常業務を兼ねている兼務隊である。
ほとんどが軍楽隊と同様の吹奏楽の形式を採用しているが、一部、金管楽器だけで編成されている音楽隊も存在する。兼務隊の中には消防団員を消防吏員とともに音楽隊員として採用している部隊もある。入隊に際して実技（楽器演奏）選考を課す隊もある。

## 歴史と動向
1934年、愛知県一宮市で、明治28年発足した一宮音楽会を「一宮消防組音楽隊」と改称、隊員も消防組員を主体として、ここに全国で初めての消防音楽隊が発足した。
その後、昭和37年には「一宮市音楽隊」と改称して市営となり、昭和62年に現在の名称である「一宮市消防音楽隊」となった。
1949年7月16日、旧日本海軍軍楽隊のメンバーを主体に、東京消防庁音楽隊が23名で発足した。
大阪市消防音楽隊は、2007年度末（平成19年3月31日）をもって廃止。政令指定都市の消防音楽隊としては初のケースとなった。廃止の反対や撤回を求める署名が日本全国から数多く寄せられたが、決定は覆せなかった。
京都市消防音楽隊も政令指定都市の専務隊であったが、年間約1億円の活動経費が市の財政の負担となり2022年（令和4年）3月31日に廃止された。
名古屋市消防音楽隊は、名古屋市に本社を置くポッカサッポロフード＆ビバレッジ株式会社と2016年（平成28年）4月からネーミングライツ契約を締結し、「ポッカレモン消防音楽隊」の愛称で活動している。
2025年現在、下記のように地方を中心に活動を休止・断念する消防音楽隊が増えている。
- 福井県 若狭消防音楽隊（2025年廃止、消防業務多忙のため）
- 奈良県 奈良市消防音楽隊（2020年ごろ休止、消防業務多忙のため）
- 埼玉県 秩父消防音楽隊（2023年廃止）
- 群馬県 太田市消防本部音楽隊[7]（2025年廃止）

### 政令指定都市
- 札幌市消防音楽隊
- 新潟市消防音楽隊
- さいたま市消防音楽隊
- 千葉市消防音楽隊
- 川崎市消防音楽隊
- 横浜市消防音楽隊
- 静岡市消防音楽隊
- 浜松市消防音楽隊
- ポッカレモン消防音楽隊（名古屋市消防音楽隊）
- 堺市消防音楽隊
- 神戸市消防音楽隊
- 岡山市消防音楽隊
- 広島市消防音楽隊
- 北九州市消防音楽隊
- 福岡市消防音楽隊

### その他の自治体
- 函館市消防音楽隊
- 一宮市消防音楽隊
- 金沢市消防音楽隊